# Saxob Jo'rayev
Saxob Jo'rayev (Jizzax, 19 gennaio 1987) è un ex calciatore uzbeko, di ruolo difensore.

## Caratteristiche tecniche
È un terzino sinistro.

## Statistiche

### Cronologia presenze e reti in Nazionale
| Cronologia completa delle presenze e delle reti in nazionale ― Uzbekistan | Cronologia completa delle presenze e delle reti in nazionale ― Uzbekistan | Cronologia completa delle presenze e delle reti in nazionale ― Uzbekistan | Cronologia completa delle presenze e delle reti in nazionale ― Uzbekistan | Cronologia completa delle presenze e delle reti in nazionale ― Uzbekistan | Cronologia completa delle presenze e delle reti in nazionale ― Uzbekistan | Cronologia completa delle presenze e delle reti in nazionale ― Uzbekistan | Cronologia completa delle presenze e delle reti in nazionale ― Uzbekistan |
| Data                                                                      | Città                                                                     | In casa                                                                   | Risultato                                                                 | Ospiti                                                                    | Competizione                                                              | Reti                                                                      | Note                                                                      |
| ------------------------------------------------------------------------- | ------------------------------------------------------------------------- | ------------------------------------------------------------------------- | ------------------------------------------------------------------------- | ------------------------------------------------------------------------- | ------------------------------------------------------------------------- | ------------------------------------------------------------------------- | ------------------------------------------------------------------------- |
| 22-12-2007                                                                | Bangkok                                                                   | Thailandia                                                                | 3 – 2                                                                     | Uzbekistan                                                                | Amichevole                                                                | -                                                                         | 70’                                                                       |
| 24-12-2007                                                                | Bangkok                                                                   | Uzbekistan                                                                | 2 – 2                                                                     | Corea del Nord                                                            | Amichevole                                                                | -                                                                         |                                                                           |
| 22-6-2008                                                                 | Riyad                                                                     | Arabia Saudita                                                            | 4 – 0                                                                     | Uzbekistan                                                                | Qual. Mondiali 2010                                                       | -                                                                         | 72’                                                                       |
| 20-8-2008                                                                 | Mascate                                                                   | Oman                                                                      | 2 – 0                                                                     | Uzbekistan                                                                | Amichevole                                                                | -                                                                         | ?’                                                                        |
| 11-10-2008                                                                | Suwon                                                                     | Corea del Sud                                                             | 3 – 0                                                                     | Uzbekistan                                                                | Amichevole                                                                | -                                                                         | 46’                                                                       |
| 28-1-2009                                                                 | Sharjah                                                                   | Emirati Arabi Uniti                                                       | 0 – 1                                                                     | Uzbekistan                                                                | Qual. Coppa d'Asia 2011                                                   | -                                                                         |                                                                           |
| 1-2-2009                                                                  | Dubai                                                                     | Azerbaigian                                                               | 1 – 1                                                                     | Uzbekistan                                                                | Amichevole                                                                | -                                                                         |                                                                           |
| 11-2-2009                                                                 | Tashkent                                                                  | Uzbekistan                                                                | 0 – 1                                                                     | Bahrein                                                                   | Qual. Mondiali 2010                                                       | -                                                                         |                                                                           |
| 28-3-2009                                                                 | Tashkent                                                                  | Uzbekistan                                                                | 4 – 0                                                                     | Qatar                                                                     | Qual. Mondiali 2010                                                       | -                                                                         |                                                                           |
| 1-4-2009                                                                  | Sydney                                                                    | Australia                                                                 | 2 – 0                                                                     | Uzbekistan                                                                | Qual. Mondiali 2010                                                       | -                                                                         | 24’                                                                       |
| 1-6-2009                                                                  | Tashkent                                                                  | Uzbekistan                                                                | 0 – 0                                                                     | Bosnia ed Erzegovina                                                      | Amichevole                                                                | -                                                                         | 58’ 60’                                                                   |
| 6-6-2009                                                                  | Tashkent                                                                  | Uzbekistan                                                                | 0 – 1                                                                     | Giappone                                                                  | Qual. Mondiali 2010                                                       | -                                                                         | 83’                                                                       |
| 17-6-2009                                                                 | Manama                                                                    | Bahrein                                                                   | 1 – 0                                                                     | Uzbekistan                                                                | Qual. Mondiali 2010                                                       | -                                                                         | 72’                                                                       |
| 5-9-2009                                                                  | Tashkent                                                                  | Uzbekistan                                                                | 0 – 0                                                                     | Iran                                                                      | Amichevole                                                                | -                                                                         | 78’                                                                       |
| 25-5-2010                                                                 | Erevan                                                                    | Armenia                                                                   | 3 – 1                                                                     | Uzbekistan                                                                | Amichevole                                                                | -                                                                         | 46’                                                                       |
| 7-9-2010                                                                  | Tallinn                                                                   | Estonia                                                                   | 3 – 3                                                                     | Uzbekistan                                                                | Amichevole                                                                | -                                                                         |                                                                           |
| 7-1-2011                                                                  | Doha                                                                      | Qatar                                                                     | 0 – 2                                                                     | Uzbekistan                                                                | Coppa d'Asia 2011 - 1º turno                                              | -                                                                         | 54’                                                                       |
| 21-1-2011                                                                 | Doha                                                                      | Uzbekistan                                                                | 2 – 1                                                                     | Giordania                                                                 | Coppa d'Asia 2011 - Quarti                                                | -                                                                         |                                                                           |
| 25-1-2011                                                                 | Doha                                                                      | Uzbekistan                                                                | 0 – 6                                                                     | Australia                                                                 | Coppa d'Asia 2011 - Semifinale                                            | -                                                                         |                                                                           |
| 1-6-2011                                                                  | Kiev                                                                      | Ucraina                                                                   | 2 – 0                                                                     | Uzbekistan                                                                | Amichevole                                                                | -                                                                         | 59’                                                                       |
| 5-6-2011                                                                  | Kunming                                                                   | Cina                                                                      | 1 – 0                                                                     | Uzbekistan                                                                | Amichevole                                                                | -                                                                         |                                                                           |
| 17-1-2012                                                                 | Madinat al-Kuwait                                                         | Kuwait                                                                    | 1 – 0                                                                     | Uzbekistan                                                                | Amichevole                                                                | -                                                                         |                                                                           |
| 29-1-2012                                                                 | Dubai                                                                     | Emirati Arabi Uniti                                                       | 1 – 0                                                                     | Uzbekistan                                                                | Amichevole                                                                | -                                                                         | 54’                                                                       |
| Totale                                                                    |                                                                           | Presenze                                                                  | 23                                                                        |                                                                           | Reti                                                                      | 0                                                                         |                                                                           |